# Корома, Осман
Осман Корома (англ. Osman Koroma; род. 18 июля 2002, Фритаун) — сьерра-леонский футболист, нападающий лимассольского «Ариса».

## Карьера

### «Арис» Лимасол

#### Начало карьеры
Занимался футболом в сьерра-леонской столице Фритаун в академии «Приорити Солюшн Зизо». В августе 2020 года футболист перешёл в кипрский клуб «Омония» из города Псевда. Вместе с клубом стал выступать во Втором дивизионе. Футболист быстро закрепился в основной команде клуба, отличившись 5 забитыми голами в 30 матчах. В июле 2021 года футболист присоединился к лимассольскому «Арису», подписав трёхлетний контракт. В клубе футболист отправился выступать за молодёжную команду клуба, однако по ходу сезона неоднократно попадал в заявку основной команды. Дебютировал за клуб 10 февраля 2022 года в матче против клуба «Анортосис», выйдя на замену на 78 минуте. По итогу дебютного сезона футболист вышел на поле всего лишь в 2 матчах, заняв итоговое четвёртое место в чемпионате. 

#### Аренда в «Олимпиакос» Никосия
В сентябре 2022 года футболист на правах арендного соглашение отправился в никосийский «Олимпиакос» до конца сезона. Дебютировал за клуб 3 октября 2022 года в матче против клуба «Кармиотисса», выйдя на замену на 78 минуте. В своём следующем матче 9 октября 2022 года против клуба «Акритас Хлоракас» футболист забил свой дебютный гол за клуб. Футболист быстро закрепился в основной команде никосийского клуба, по ходу сезоне чередуя матчи в стартовом составе и со скамейки запасных. Вместе с клубом занял последнее место в чемпионате и  выбыл во Второй дивизион. Сам футболист за клуб отличился забитым голом и 3 результативными передачами во всех турнирах. По окончании срока арендного соглашения футболист покинул клуб.

#### Аренда в «Неа Саламину»
В июне 2023 года футболист присоединился к основной команде лимассольского «Ариса». Новый сезон футболист начал с победы за Суперкубок Кипра, где 21 июля 2023 года победили никосийскую «Омонию», однако сам футболист остался на скамейке запасных. Так и не сыграв за клуб ни матча в новом сезоне футболист на правах арендного соглашения присоединился к клубу «Неа Саламина» до конца сезона. Дебютировал за клуб 1 сентября 2023 года в матче против клуба «Анортосис», выйдя на замену на 78 минуте. Первым результативным действием за клуб футболист отличился 8 ноября 2023 года в матче Кубка Кипра против клуба «Эносис», отдав голевую передачу. Вместе с клубом футболист отправился в этап на выбывание, где по итогу занял четвёртое место, сохранив прописку в чемпионате. По окончании срока арендного соглашения футболист покинул клуб.

#### Аренда в «Красаву» Ипсонас
В августе 2024 года футболист на правах арендного соглашения присоединился к клубу «Красава», соглашение с которым рассчитано до конца сезона. Дебютировал за клуб футболист 15 сентября 2024 года в матче против клуба «Ахиронас-Онисилос», выйдя на замену на 55 минуте. Дебютным забитым голом за клуб футболист отличился 6 ноября 2024 года в матче Кубка Кипра против арадипувской «Омонии». По итогу основной части чемпионата футболист вместе с клубом с первого места отправились в этап на повышение в дивизионе. По итогу сезона футболист вместе с клубом стал победителем чемпионата, получив прямое повышение в Первый дивизион. На протяжении сезона футболист выступал за клуб в роли одного из основных игроков, отличившись забитым голом и 2 результативными передачами во всех турнирах. 

## Международная карьера
В августе 2021 года футболист получил вызов в национальную сборную Сьерра-Леоне.

## Достижения
«Арис» Лимасол
- Обладатель Суперкубка Кипра: 2023

«Красава» Ипсонас
- Победитель Второго дивизиона: 2024/25